# Спирит Лейк
Спирит Лейк (на английски: Spirit Lake) е град в окръг Кутни, щата Айдахо, САЩ. Спирит Лейк е с население от 1376 жители (2000) и обща площ от 4,9 km². Намира се на 783 m надморска височина. ЗИП кодът му е 83869, а телефонният му код е 208.